# Voluntaryisme
 Der er for få eller ingen kildehenvisninger i denne artikel

Uden kilder må dette opslag indtil videre opfattes som spekulation, hvilket er et problem. Du kan hjælpe ved at angive troværdige kilder til de påstande, som fremføres.

Voluntaryisme er en filosofi baseret på ideen om, at alle former for menneskelig interaktion bør være frivillig. Voluntaryister er således modstandere af alle former for indledende fysisk magt eller tvang. Ordet "indledende" bruges i denne sammenhæng til at gøre det klart, at voluntaryismen, modsat pacifismen, ikke modsætter sig brugen af selvforsvar. Arkiveret 2. juli 2019 hos  Wayback Machine
Voluntaryister anser meget af det som statsapparatet gør, for at være indledende tvang, og opfordrer derfor til dets afskaffelse. De fleste voluntaryister støtter også ejendomsretten, som de anser for at være del af naturretten og forenelig med modstanden mod tvang. Nogle voluntaryister lægger dog mindre vægt på den private ejendomsrets betydning, fordi medlemmerne i et samfund frivilligt kan vælge deleordninger af jord og ressourcer, så længe det ikke sker ved indledning af tvang.
Et af målene for voluntaryismen er at udskifte af staten med et frivilligt samfund, hvor den politiske autoritet er vendt tilbage til den enkelte person i stedet for en herskende klasse, og interaktionen mellem mennesker sker ved frivillighed. Et sådanne frivilligt samfund medfører et statsløs samfund. Voluntaryister mener at frivillighed også bør være midlet til at opnå dette mål, snarere end benyttelsen af indledende tvang.
Voluntaryister mener, at hver gang frivillighed benyttes ved interaktion mellem mennesker, da vil alle involverede parter være mere tilfredse end de var før. Selv om udtrykket »voluntaryisme« undertiden bruges som et synonym for anarkokapitalistiske filosofier, er det ikke alle voluntaryister som er anarkokapitalister. Nogle voluntaryister foretrækker ikke-kapitalistiske former for markeds anarkisme og venstreorienteret libertarianisme.
Voluntaryistiske bevægelser afviser både valgkampe og anden indledende vold som middel til at skabe et frivillig samfund. Fordi voluntaryister anser valgkampe for at være kontraproduktive og umoralske, forsøger de i stedet at afmontere staten ved brug af ikke-politiske midler, såsom uddannelse, løsrivelse fra staten, undergrundsøkonomi og civil ulydighed.